# Жабче (Толмин)
Жабче (словен. Žabče) — поселення в общині Толмин, Регіон Горишка, Словенія. Висота над рівнем моря: 228,2 м. Розташоване на північний схід від Толміна.